# لوت (تكساس)
لوت (بالإنجليزية: Lott, Texas)‏ هي مدينة تقع بولاية تكساس في شمال شرق الولايات المتحدة. تبلغ مساحة هذه المدينة 2.7 (كم²)، وترتفع عن سطح البحر 159 م، بلغ عدد سكانها 759 نسمة في عام 2010 حسب إحصاء مكتب تعداد الولايات المتحدة وتصل الكثافة السكانية فيها 281.1 نسمة/كم2.

## التركيبة السكانية
حدّد مكتب تعداد الولايات المتحدة بيانات التركيبة السكانية للوت في تعداد الولايات المتحدة. في ما يلي، التركيبة السكانية حسب تعدادي 2000 و2010.

### تعداد عام 2000
بلغ عدد سكان لوت 724 نسمة بحسب تعداد عام 2000، وبلغ عدد الأسر 299 أسرة وعدد العائلات 196 عائلة مقيمة في المدينة. في حين سجلت الكثافة السكانية 273.2 نسمة لكل كيلومتر مربع (707.6/ميل2). وبلغ عدد الوحدات السكنية 343 وحدة بمتوسط كثافة قدره 129.4 لكل كيلومتر مربع (335.1/ميل2).
وتوزع التركيب العرقي للمدينة بنسبة 71.69% من البيض و20.99% من الأمريكيين الأفارقة و0.14% من الأمريكيين ذوي الأصول الآسيوية و4.97% من الأعراق الأخرى و2.21% من عرقين مختلطين أو أكثر و9.25% من الهسبانيون أو اللاتينيون من أي عرق.
بلغ عدد الأسر 299 أسرة كانت نسبة 36.8% منها لديها أطفال تحت سن الثامنة عشر تعيش معهم، وبلغت نسبة الأزواج القاطنين مع بعضهم البعض 40.1% من أصل المجموع الكلي للأسر، ونسبة 22.7% من الأسر كان لديها معيلات من الإناث دون وجود شريك،  بينما كانت نسبة 2.7% من الأسر لديها معيلون من الذكور دون وجود شريكة وكانت نسبة 34.4% من غير العائلات. تألفت نسبة 31.8% من أصل جميع الأسر من عدة أفراد يعيشون في نفس المنزل ونسبة 17.4% كانت تتألف من شخص يعيش بمفرده يبلغ من العمر 65 عاماً أو أكثر. وبلغ متوسط حجم الأسرة المعيشية 2.42، أما متوسط حجم العائلات فبلغ 3.07.
بلغ العمر الوسطي للسكان 36.8 عاماً. وكانت نسبة 29% من القاطنين تحت سن الثامنة عشر، وكانت نسبة 6.9% بين الثامنة عشر والرابعة والعشرين عاماً، ونسبة 24.6% كانت واقعةً في الفئة العمرية ما بين الخامسة والعشرين والرابعة والأربعين عاماً، ونسبة 22.1% كانت ما بين الخامسة والأربعين والرابعة والستين، ونسبة 17.4% كانت ضمن فئة الخامسة والستين عاماً فما فوق. يوجد لكل 100 أنثى 88.5 ذكر، ويوجد لكل 100 أنثى في الثامنة عشر من عمرها فما فوق 76.0 ذكر.
بلغ متوسط دخل الأسرة في المدينة 22,875 دولارًا، أما متوسط دخل العائلة فبلغ 27,500 دولارًا. وكان متوسط دخل الذكور 25,556 دولارًا مقابل 19,318 دولارًا للإناث. وسجل دخل الفرد الخاص بالمدينة 10,650 دولارًا. وكانت نسبة 27.1% من العائلات ونسبة 27.1% من السكان تحت خط الفقر، وكان من هؤلاء نسبة 32.7% تحت سن الثامنة عشر ونسبة 25% في الخامسة والستين من العمر وما فوق.

### تعداد عام 2010
بلغ عدد سكان لوت 759 نسمة بحسب تعداد عام 2010، وبلغ عدد الأسر 308 أسرة وعدد العائلات 187 عائلة مقيمة في المدينة. في حين سجلت الكثافة السكانية 286.4 نسمة لكل كيلومتر مربع (741.8/ميل2). وبلغ عدد الوحدات السكنية 358 وحدة بمتوسط كثافة قدره 135.1 لكل كيلومتر مربع (349.9/ميل2).
وتوزع التركيب العرقي للمدينة بنسبة 75.23% من البيض و15.94% من الأمريكيين الأفارقة و0.53% من الأمريكيين الأصليين و0.13% من الأمريكيين ذوي الأصول الآسيوية و6.06% من الأعراق الأخرى و2.11% من عرقين مختلطين أو أكثر و16.86% من الهسبانيون أو اللاتينيون من أي عرق.
بلغ عدد الأسر 308 أسرة كانت نسبة 33.1% منها لديها أطفال تحت سن الثامنة عشر تعيش معهم، وبلغت نسبة الأزواج القاطنين مع بعضهم البعض 41.9% من أصل المجموع الكلي للأسر، ونسبة 14% من الأسر كان لديها معيلات من الإناث دون وجود شريك،  بينما كانت نسبة 4.9% من الأسر لديها معيلون من الذكور دون وجود شريكة وكانت نسبة 39.3% من غير العائلات. تألفت نسبة 36.4% من أصل جميع الأسر من عدة أفراد يعيشون في نفس المنزل ونسبة 18.2% كانت تتألف من شخص يعيش بمفرده يبلغ من العمر 65 عاماً أو أكثر. وبلغ متوسط حجم الأسرة المعيشية 2.46، أما متوسط حجم العائلات فبلغ 3.26.
بلغ العمر الوسطي للسكان 35.9 عاماً. وكانت نسبة 27.4% من القاطنين تحت سن الثامنة عشر، وكانت نسبة 7.4% بين الثامنة عشر والرابعة والعشرين عاماً، ونسبة 24% كانت واقعةً في الفئة العمرية ما بين الخامسة والعشرين والرابعة والأربعين عاماً، ونسبة 24.9% كانت ما بين الخامسة والأربعين والرابعة والستين، ونسبة 16.3% كانت ضمن فئة الخامسة والستين عاماً فما فوق. وتوزع التركيب الجنسي للسكان بنسبة 48.7% ذكور و51.3% إناث.

## وصلات خارجية
- The US50 - Cities and Towns in Texas State